# Marian Grunden
Marian Grunden ist ein deutscher Journalist und Fernsehmoderator. Er arbeitet als Moderator, Reporter und Chef vom Dienst (CvD) beim Nachrichtensender WELT TV.

## Leben
Grunden sammelte erste journalistische Erfahrungen in Buenos Aires und absolvierte anschließend ein Studium in Rotterdam und Hongkong. Seine journalistische Ausbildung durchlief er an der Axel Springer Akademie in Berlin.
Bei WELT TV moderiert Grunden die täglichen Nachrichtensendungen live und berichtet insbesondere über politische Themen, darunter Wahlkampfanalysen und gesellschaftliche Entwicklungen. Neben seiner regulären Moderation ist er an zahlreichen Sondersendungen beteiligt, unter anderem zu Landtagswahlen, der Europawahl 2024, der US-Wahl 2024, der Amtseinführung von Donald Trump sowie der Bundestagswahl 2025. In diesen Sendungen präsentiert er Prognosen, Hochrechnungen und Umfrageergebnisse im Rahmen der mehrstündigen Live-Berichterstattung.
Der Fernsehsender Welt verwendete unter anderem mit Moderator Grunden bei der US-Wahl erstmals im deutschen Fernsehen eine Magic Wall, einen interaktiven Touchscreen zur Echtzeit-Visualisierung von Wahlergebnissen, Umfragen und Karten. Bei der Bundestagswahl kam die Technologie durch Grunden im Format WELT Wahlcheck erneut zum Einsatz, um komplexe Wahltrends in Echtzeit anschaulich darzustellen.
Grunden ist auch als Moderator der Magazinformate WELT am Wochenende und WELT Reporter zu sehen.